# Kościół św. Marcina w Zielonej Górze
Kościół świętego Marcina – rzymskokatolicki kościół filialny należący do parafii Matki Bożej Ostrobramskiej w Zielonej Górze, (do 31.08.2021 do parafii św. Wawrzyńca w Ługach).  Znajduje się w dawnej wsi Sucha, od 2015 roku znajdującej się w granicach Zielonej Góry.

## Architektura
Jest to świątynia wzniesiona w 1821 roku na miejscu starej kaplicy katolickiej. Kościół został zbudowany na planie prostokąta, jest budowlą murowaną, wybudowaną z cegły, salową, przy ścianie południowej znajduje się czworoboczna wieża, natomiast przy ścianie północnej jest umieszczona zakrystia.
Na wieży są zawieszone dzwony, z których jeden pochodzi zapewne z XV wieku i znajdował się prawdopodobnie w jednym z pobliskich kościołów, które w 1 połowie XIX wieku zostały zrujnowane. Drugi dzwon kupili mieszkańcy Suchej w 1869 roku. 26 czerwca 2021, w 200-rocznicę wybudowania, odnowiony kościół poświęcił pochodzący z Suchej bp Tadeusz Lityński, biskup diecezjalny zielonogórsko-gorzowski.